# Conspiracy of One
Conspiracy of One je šesté studiové album americké punk rockové skupiny The Offspring. Vydáno bylo 14. listopadu 2000 ve vydavatelství Columbia Records. Album následuje po veleúspěšné předchozí desce 'Americana' z roku 1998. Album mělo být k dispozici ke stažení peer-to-peer, kapela říkala, že to neovlivní prodej. Nakonec však tuto možnost stáhla, když ji vydavatelství začalo hrozit žalobou.
Album obsadilo devátou pozici na žebříčku Billboard 200, když v prvním týdnu prodalo okolo 125 000 kusů. Deska přinesla tři nové singly „Original Prankster“, „Want You Bad“ a „Million Miles Away“. Po vydání vyrazila kapela na celosvětové turné. Conspiracy of One je rovněž poslední album, na kterém hraje skupina s bubeníkem Ronem Weltym, který odešel v roce 2003 do skupiny Steady Ground.

## Seznam nahrávek
Všechny skladby napsal(i) The Offspring. 
| Pořadí         | Název                   | Délka |
| -------------- | ----------------------- | ----- |
| 1.             | Intro                   | 0:06  |
| 2.             | Come Out Swinging       | 2:47  |
| 3.             | Original Prankster      | 3:42  |
| 4.             | Want You Bad            | 3:23  |
| 5.             | Million Miles Away      | 3:40  |
| 6.             | Dammit, I Changed Again | 2:49  |
| 7.             | Living in Chaos         | 3:28  |
| 8.             | Special Delivery        | 3:00  |
| 9.             | One Fine Day            | 2:45  |
| 10.            | All Along               | 1:39  |
| 11.            | Denial, Revisited       | 4:33  |
| 12.            | Vultures                | 3:35  |
| 13.            | Conspiracy of One       | 2:17  |
| Celková délka: | Celková délka:          | 37:43 |

| Australská a evropská verze | Australská a evropská verze | Australská a evropská verze |
| Pořadí                      | Název                       | Délka                       |
| --------------------------- | --------------------------- | --------------------------- |
| 14.                         | Huck It                     | 2:38                        |
| Celková délka:              | Celková délka:              | 40:21                       |

| Bonusová edice pro gramofon | Bonusová edice pro gramofon | Bonusová edice pro gramofon |
| Pořadí                      | Název                       | Délka                       |
| --------------------------- | --------------------------- | --------------------------- |
| 14.                         | 80 Times                    | 2:07                        |
| Celková délka:              | Celková délka:              | 39:58                       |